# Дравце
Дравце (слч. Dravce) насељено је мјесто са административним статусом сеоске општине (слч. obec) у округу Љевоча, у Прешовском крају, Словачка Република.

## Становништво
| Година:    | 1994. | 2004.   | 2014.   | 2024.   |
| ---------- | ----- | ------- | ------- | ------- |
| Број људи: | 734   | 777     | 809     | 844     |
| Разлика:   |       | +5,85 % | +4,11 % | +4,32 % |

| Година:    | 2023. | 2024.   |
| ---------- | ----- | ------- |
| Број људи: | 841   | 844     |
| Разлика:   |       | +0,35 % |

Према подацима о броју становника из 2011. године насеље је имало 777 становника.